# Xuan Liu
Xuan Liu (Changsha, Hunan, China, 12 de marzo de 1979) es una gimnasta artística china, especialista en la barra de equilibrio con la que ha conseguido ser campeona olímpica en 2000.

## Carrera deportiva
En el Mundial que tuvo lugar en Sabae (Japón) en 1995 en el concurso por equipos, tras Rumania (oro) y por delante de Estados Unidos (bronce).
En el Mundial de San Juan 1996 gana el bronce en la viga de equilibrio, tras la rusa Dina Kochetkova, la rumana Alexandra Marinescu y empatada a puntos con la estadounidense Dominique Dawes. 
En el Mundial de Lausana 1997 gana el bronce por equipos, tras Rumania y Rusia, siendo sus compañeras de equipo: Kui Yuanyuan, Meng Fei, Bi Wenjing, Mo Huilan y Zhou Duan.
Por último, en las Olimpiadas de Sídney 2000 gana el oro en la viga de equilibrio, y el bronce en la general individual, tras las rumanas Simona Amanar (oro) y Maria Olaru (plata).